# Palacete Pedro Osório
O Palacete Pedro Osório é uma construção tombada pelo IPHAE (Instituto do Patrimônio Histórico e Artístico do Estado), localizada na cidade de Bagé, no estado do Rio Grande do Sul.

## Histórico
Sua construção teve início no começo do século XX pelo médico Dr. Pedro Osório e acredita-se que foi projetada pelo arquiteto Pedro Obino. Foi vendida em 1951 para município de Bagé, passando a abrigar o Grupo Escolar Silveira Martins. Em 1954, se tornou o Colégio Estadual de Bagé e, a partir de 1966, Colégio Estadual Carlos Kluwe. Desde 1999, abriga a Secretaria de Cultura do Município de Bagé.Em 2019, o palacete passou por reformas feitas pela Prefeitura de Bagé, por meio da Secretaria de Cultura e Turismo (Secult).

## Arquitetura
O palacete possui estilo eclético, apresentando elementos decorativos de diversos estilos arquitetônicos como grega, romana, neoclássico, art nouveau e maneirismo. Ao seu lado existe um bosque plantado pelo Dr. Pedro Osório. Acredita-se que foi baseado em uma casa existente em Bolonha, na Itália. Também existe uma teoria de que seria uma réplica de um prédio de Paris, próximo ao Magazine Printemps, que também possui duas estátuas de cachorros na entrada.
|  |  |  |